# Lý luận chiếc lao
Luận cứ chiếc lao hay lập luận chiếc lao, được ghi nhận cho Lucretius, là một lập luận logic cổ xưa cho rằng vũ trụ, hoặc không gian vũ trụ, phải là vô hạn:
Về không gian, điều tôi cần chỉ là hỏi bạn, nó có thể bị giới hạn như thế nào? Đối với bất kỳ giới hạn nào, điều đó có nghĩa là tự nó phải bị giới hạn tương tự; và đối với điều đang giới hạn này, phải có một giới hạn một lần nữa, và cứ như vậy mãi mãi xuyên suốt không gian vô tận. Tuy nhiên, giả định trong một khoảnh khắc, toàn bộ không gian hiện hữu bị giới hạn, và một người chạy về phía các ranh giới tận cùng, và đứng trên bờ ven cuối cùng của mọi thứ, và sau đó phóng về phía trước một chiếc lao có cánh - bạn tin rằng chiếc phi tiêu, khi được phóng đi bởi một lực rất mạnh, sẽ bay đến điểm mà người phóng lao nhắm đến hay một cái gì đó sẽ chặn đường bay của nó và bắt giữ nó? Một trong hai điều này phải xảy ra. Có một tình thế tiến thoái lưỡng nan ở đây mà bạn không bao giờ có thể thoát khỏi.
Luận cứ này đã được sử dụng để hỗ trợ cho luận điểm của trường phái Epicurus về vũ trụ.
Tuy nhiên, luận cứ này giả định không chính xác rằng một vũ trụ hữu hạn nhất thiết phải có "giới hạn" hoặc rìa. Luận cứ này thất bại trong trường hợp vũ trụ có thể có hình dạng giống như bề mặt của một siêu cầu hoặc của một hình xuyến. (Hãy xem xét một lập luận sai lầm tương tự rằng bề mặt Trái đất phải có diện tích vô hạn: bởi vì nếu khác đi thì người ta có thể đi đến rìa Trái đất và ném một chiếc lao, miễn là bề mặt Trái đất được duy trì ở bất cứ nơi nào mà chiếc lao ném trúng mặt đất).